# 軍事費

2014年に於ける世界の対GDP比に於ける軍事支出

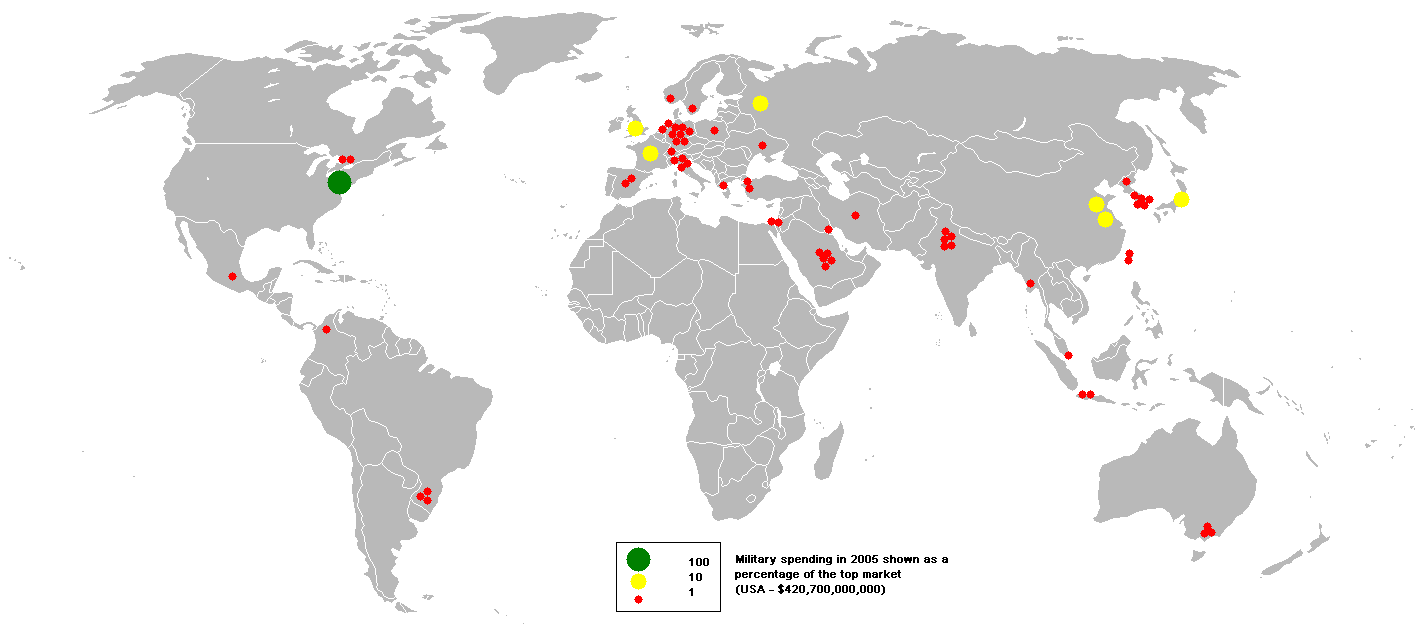
2005年に於ける世界の軍事支出

軍事費（ぐんじひ、英: Military budget）または国防費（こくぼうひ、Defense budget）とは、軍隊や時には準軍事組織を含む国や地方単位での人件費、安全保障に関わる兵器など資材の調達・維持経費、それらを使って訓練や実際の作戦を行う経費、軍事政策や軍事作戦に関する各種の費用の総計である。ストックホルム国際平和研究所によると、世界全体の軍事費は2024年（令和6年）で約2兆7,182億USドル（以下、ドルと略）と推計されている。トップのアメリカは約9,973億ドルで世界全体の36.7 %を占め、中国（約3,136億ドル）、ロシア（約1,489億ドル）などが続く。日本は481億ドルで10位 。
第二次世界大戦後の日本では自衛隊用語により「防衛費」と呼称されている。

## 概説
軍事費とは、ある国家から見て、戦争が起きていない時（=平時）においては、軍の維持費という性格を持ち、戦時においては戦費という性格を持っている。
軍事費は狭義には、陸軍・海軍・空軍の人件費（給料、採用の費用など）、装備の維持や拡張などのための経費を指す。よっておおむね陸・海・空各軍の所管経費を合算したものを指す。広義には治安部隊や国境警備隊、沿岸警備隊（日本では海上保安庁）といった準軍事組織、軍事に活用・転用できる技術の研究開発（R&D）投資なども含む。
国ごとに予算上の分類方法や公開度合いは異なっている。自由民主主義国家では議会や報道機関、研究者、世論などによる監視があり、軍事予算の総額を大きく偽ることは難しい。一方、独裁国家では外国から軍事力を推測・警戒されることを避けて国際社会に平和愛好国とのイメージを広げ、国民の不満を抑えることなどを目的に、軍事費を少なく見せることが珍しくない。例えば日本の防衛省は、中国の軍事費は国家予算の他項目に分散されており、実際には公表国防費の約1.5倍と推計している。
軍人恩給費や軍備拡張の財源確保のために発行する公債の元利償還の費用（＝利子の支払い）なども、広義には軍事費に含むことがある。
したがって、一言で「軍事費」と言っても、国ごとに指す内容がいくらか異なっていることがある。よって、比較をする場合などは、若干の補正が必要な場合がある。
軍事費の内訳としては一般に、人件費関係が最も大きな比率を占める。
軍事費の出所は基本的に、ひとりひとりの国民が払っている税金である。他にも戦争が迫っている時などに政府が必要に迫られて発行する公債によって調達するお金（借金）も加わる。
なお2016年現在、国別の軍事費はアメリカ、中国、ロシアの順に大きく、世界のGDP総額の2.3 %を占めている。
2019年IISSによると、世界の軍事費は前年比4%増（過去10年で最高の伸び率）の約190兆円になった。
また、中国人民解放軍（中国軍）やイラン革命防衛隊など、傘下に企業他の経済事業体を持つ軍隊も新興国や発展途上国には多い。その内容は、兵士が消費する食料を自家生産する農場から、軍用トラックを使った運送業、兵器輸出まで幅広い。こうした経済活動により、軍は食料などの購入費を節約したり、国家予算以外の収入を得たりできる。

## 軍隊と経済
軍事力を持つということ、つまり軍隊を持ちそれを維持するには、将兵の人件費類に加えて、兵器の開発・調達費、日常訓練の経費、弾薬や燃料の備蓄費用などがかかる。国家が軍事力を維持するには、その経済的基盤が必要となる。
もっとも、経済的視点から見ると、軍隊というのは非生産組織であるため、投資が行われても再生産によって投資金額が回収されることはなく、ひたすら消費するのみである。一般論として言うと、好況時に軍隊・軍事部門に労働力が奪われることは民間部門の経済活動を阻害する場合が多い。ただし、不況時などで民間企業が必要とする以上の労働力がある場合には、過剰な労働人口に対して軍需産業や軍隊で雇用および福利厚生を提供する性質も備えており、彼らによって消費が維持されることによって景気の過度な落ち込みも抑制される効果が期待される。ただし軍事費は通常、国民からの税金によって支払われるためさらに需要を低下させる可能性もある。
様々な経済モデル
軍事費の規模を導くモデルのひとつとして、ルイス・フライ・リチャードソンのモデルがある。これは、x,yをそれぞれX国とY国の戦力(軍備)、kは脅威係数、aは消耗係数、gはY国へのX国の警戒度として、Δx=ky−ax+gという式で現す。要するに、X国の軍事費の規模はY国の脅威をX国の武力で相殺した上でのY国に対する警戒度を足したものだと考えて表現している。
またフリードマン・モデルにおいては、UはY国の軍備有効度、IはX国の消耗係数、kはX国の脅威係数として、Uk=Ix²+k(x−y)²で現す。このモデルでは両国の勢力差が2乗されることによって強調されている。

## 軍事費情報の用途
軍事費情報は、世界の軍事情勢の分析など様々な目的に使われる。具体的には、比較のしにくい軍事力というものを、同じベースの数値に（一般的にはUSドル換算）した同じベースの数値で示すことができる。軍事費の絶対額や国家予算、GDPに占める割合は、それぞれの国々が軍事力整備にどれくらい力を入れているかの目安になる。例えばアメリカは、ロシアの脅威増大に対応するため、他のNATO加盟国に対して、軍事費をGDPの2 %まで引き上げるように求めている。「先軍政治」を標榜する北朝鮮の軍事費はGDPの22 %に達すると推計されている。
軍事力比較
軍事費は各国ごとの軍事力の比較にしばしば用いられてはいるが、国ごとにその定義・内訳には大きな差異があり、さらに物価水準や購買力平価の差異もあるので、それらを考慮しなければ、あまり正確な比較とはならない。
軍事費は、各国の軍事力比較に用いられるひとつの要素ではあるが、軍事力というのは、軍事費だけでなく、将兵の士気や錬度・戦闘経験、兵器の性能や可用性、指揮能力、工業生産能力や食糧生産能力、国内資源量、軍事戦略や地理的環境、社会体制など、数値的要素および非数値的な要素、多角的な要素が関わるために、軍事費だけを単純に比較するだけでは十分ではない。
各国の内政では、中央政府が国家予算を決める時に用いられる。例えば日本では、国会の予算委員会や報道などで防衛費が、日本の安全保障だけでなく、福祉関係などとの比較で、予算規模の適否が議論されることがある。日本は1986年度（昭和61年度）まで、防衛費をGNP（国民総生産）の1 %以内とする防衛費1%枠を指針としていた。

## 歴史上の軍事費
1898年2月、Saturday Review誌は1897年（明治30年）当時の列強による対税収比の軍事支出水準を概説した 。
- 日本: 55 %
- アメリカ: 17 %
- フランス: 27 %
- イギリス: 39 %
- ドイツ: 43 %
- ロシア: 21 %

## 世論
フランスで発生したパリ同時多発テロ事件や2016年ニーストラックテロ事件といったテロリズム、また、イギリスが関与する軍事作戦に対する報復攻撃の恐れなどを反映し、イギリスでは防衛費の大幅な増額を望む声が大きくなりつつある。2016年の世論調査によれば、イギリスの有権者のうちの54 %が防衛費増額を望み、20 %が現状維持、削減と答えたのはわずか15 %であった。